# Teodora Poštič
Teodora Poštič, slovenska umetnostna drsalka, * 25. september 1984, Jesenice.
Teodora Poštič je za Slovenijo nastopila na Zimskih olimpijskih igrah 2010 v Vancouvru, kjer je osvojila 27. mesto med posameznicami.